# Решетова, Анастасия Григорьевна
Анастаси́я Григо́рьевна Ре́шетова (род. 23 января 1996) — российская модель, 1-я вице-мисс Россия 2014 года.

## Биография
Родилась 23 января 1996 года в Москве. За ней в семье родилась ещё одна дочь, но вскоре их родители развелись.
Её и младшую сестру Валентину воспитывал отец, полковник, кандидат юридических и исторических наук Григорий Анатольевич Решетов. Училась в школе № 578 в районе Орехово-Борисово Северное, занималась актёрским мастерством. В 2014 году окончила школу и в возрасте 18 лет приняла участие в конкурсе Мисс Россия 2014, став 1-й вице-мисс. По данным на апрель 2018 года, параметры её фигуры — 91−60−99, рост 180 см, вес 58 кг.
По сведениям 2016—2017 годов, заочно обучается в Московском институте экономики, политики и права на факультете государственной службы и муниципального управления. Учится актёрскому мастерству в Московской школе кино.
Является активным пользователем Instagram, её аккаунт имеет более 3 миллионов подписчиков. Публикует там фотографии, на которых демонстрирует свою фигуру. При этом её наряды бывают довольно откровенными. Подписчики нередко сравнивают её с Ким Кардашян. Instagram является одним из источников дохода модели. По её словам, средняя стоимость рекламного поста составляет 100 тысяч рублей.
В 2016 году открыла клинику красоты Anatomia Beauty Clinic. Весной 2017 года презентовала свою книгу «Сегодня я проснулась другой». В ней содержатся советы по правильному питанию, тренировкам, выбору косметики и т.п. В мае 2017 года запустила собственный бренд одежды In.Hype. В декабре 2017 года открыла в Москве салон красоты Inhype beauty zone. В 2019 году совместно с брендом DNK выпустила коллекцию детской одежды. В стиле одежды придерживается последних тенденций моды. В 2021 году начала вести шоу Ты — топмодель на ТНТ.
В июле 2024 года модель подала иск в суд на психолога Веронику Степанову, обвиняя ту в клевете.

## Музыкальные клипы
- Анастасия Решетова «Без него» (03.06.2021)
- RA, Hаzима и Элина Чага «Позабыл» (27.03.2022)

## Личная жизнь
С января 2014 года состояла в отношениях с рэпером Тимати. Она появилась в его клипах «Зеро» и «Ключи от Рая». 16 октября 2019 года у пары родился сын Ратмир. Осенью 2020 года пара рассталась. В 2021 году приняла ислам. По материнской линии татарка.